# Lifehouse
Lifehouse és un grup de rock melòdic dels Estats Units. El seu èxit va començar l'any 2000 amb el seu senzill Hanging by a Moment del seu disc de debut, No Name Face. La cançó va guanyar el premi Billboard al millor senzill de l'any 2001, superant a Janet Jackson i Alicia Keys. En el 2002, van publicar el disc Stanley Climbfall. El tercer disc del grup, titulat també Lifehouse, va sortir el 2005. Actualment el grup es troba gravant el que serà el seu quart disc d'estudi, que probablement serà publicat durant el 2007.

## Biografia
El grup va ser creat pel seu cantant i líder Jason Wade (veu, guitarra) i els seus amics Sergio Andrade (baix) i Jon Palmer (bateria). Collin Hayden es fa afegir tot seguit, així com Aaron Lord.

### Blyss iDiff's Lucky Day
Quan Wade tenia 15 anys, Kate Miner va presentar-lo al seu amic i col·laborador Ron Aniello, qui va ajudar en Jason a millorar el seu nivell. Gràcies a això, l'any 1999, els joves van publicar, amb el nom de Blyss, un disc de demostració titulat Diff's Lucky Day. En un principi estava pensat per vendre durant els concerts i per regalar-lo als amics o a contactes potencials dins de la indústria discogràfica. Aquell disc d'edició limitada va sorprendre a tothom quan es va començar a vendre per milers de dòlars a eBay.

### No Name Face
Era l'any 2000 quan els Lifehouse van entrar a l'estudi per gravar el seu primer llarga durada. Cinc de les dotze cançons de Diff's Lucky Day van ser gravades altre cop per al nou disc, No Name Face. Degut al seu carisma i talent, DreamWorks Records va centrar l'atenció en el líder del grup, Jason Wade. El disc es va publicar l'octubre del 2000. Wade i Andrade eren els únics membres que quedaven del grup inicial. Poc després de gravar el disc, Rick Woolstenhulme va substituir Jon Palmer com a bateria, i tot seguit, el seu germà Sean Woolstenhulme, dels The Calling, es va afegir com a guitarra. Els fans a nivell internacional de Lifehouse van començar a créixer.
Sick Cycle Carousel va ser escollida com a primer senzill a nivell comercial, malgrat tot, va ser Hanging by a Moment el que va llençar el grup a la fama. Aquest tema va ser la cançó més escoltada de l'any 2001 als Estats Units. El tercer i últim senzill va ser Breathing, que tot i la bona acollida no va arribar a impactar tant com l'anterior tema.

### Stanley Climbfall
Poc després d'una llarga gira del disc No Name Face, Sean Woolstenhulme va decidir deixar el grup per motius personals. Tot seguit, els Lifehouse van tornar a entrar a l'estudi per gravar el seu segon disc, Stanley Climbfall. Malgrat l'originalitat i l'estil únic d'aquest disc, molt semblant al primer, l'èxit va ser menor, i els senzills Spin i Take Me Away no van poder evitar ser eclipsats pels èxits anteriors.
L'abril del 2004, Sergio Andrade va confirmar que havia decidit abandonar el grup per seguir amb projectes personals.

### Lifehouse
Jason Wade i Rick Woolstenhulme eren els membres que quedaven del grup. A finals del 2004, Bryce Soderberg (abans a AM Radio) va ser contractat com a nou baixista. El juliol del 2004, el grup va començar a treballar en el seu tercer treball, titulat Lifehouse i produït per John Alagia, i va ser publicat el març de l'any següent.
El primer senzill You and Me va ser escrit uns anys abans i originalment era interpretat per en Jason Wade a la pel·lícula independent All Over Again (2000). La cançó apareixia també a la banda sonora de la sèrie Smallville. El segon senzill va ser el tema Blind.

### Who we are
El grup ha anunciat que està gravant el seu quart treball d'estudi. El nou disc ha sortit a la venda als estats units el 19 de juny del 2007, titulat "Who we are" (qui som nosaltres). aquest nou disc té per primer single "The first time", les cançons d'aquest àlbum tenen més influència del rock i canvien l'estil dels seus antics treballs.
El grup actualment està format per Jason Wade (compositor, guitarrista i cantant), Rick Woolstume (bateria) i Bryce Sodeberg (baixista incorporat després de la gravació del tercer dics Lifehouse). Actualment estan fent una gira per Nord-amèrica amb els Goo Goo Dolls.

## Discografia

### Discs
| Any  | Disc                              |
| ---- | --------------------------------- |
| 1999 | Diff's Lucky Day (EP com a Blyss) |
| 2000 | No Name Face                      |
| 2002 | Stanley Climbfall                 |
| 2005 | Lifehouse                         |
| 2007 | Who we are                        |
| 2010 | Smoke & Mirrors                   |
| 2012 | Almería                           |
| 2015 | Out of the Wasteland              |

### Senzills
| Any  | Títol               | Disc              |
| ---- | ------------------- | ----------------- |
| 2000 | Sick Cycle Carousel | No Name Face      |
| 2001 | Hanging by a Moment | No Name Face      |
| 2001 | Breathing           | No Name Face      |
| 2002 | Spin                | Stanley Climbfall |
| 2002 | Take Me Away        | Stanley Climbfall |
| 2005 | You and Me          | Lifehouse         |
| 2005 | Blind               | Lifehouse         |
| 2007 | The First Time      | Lifehouse         |

### DVD
- 2005 Everything

Recull dels millors moments, vídeos, senzills i concerts en directe.